# Kruševo
Pour les articles homonymes, voir Kruševo (homonymie).
Kruševo (en macédonien : Крушево, prononcé [ˈkruʃevo] ) est une commune et une ville du centre de la Macédoine du Nord. La commune comptait 8 385 habitants en 2021 et s'étend sur 190,68 km2. La ville en elle-même comptait alors 4 104 habitants, le reste de la population étant réparti dans les villages alentour.
Kruševo est connue pour la république du même nom, qui exista seulement une dizaine de jours, lors de l'insurrection d'Ilinden, soulèvement, surtout en août 1903, pour l'autonomie de la Macédoine, contre l'emprise de l'Empire ottoman.
Kruševo est la plus haute ville du pays ; elle est située à une altitude d'environ 1 350 mètres, et elle est réputée pour son architecture traditionnelle ainsi que pour sa station de sports d'hiver.

## Géographie
Kruševo se trouve au centre de la Macédoine du Nord, à 55 kilomètres de Bitola et 35 kilomètres de Prilep. Bitola est la principale ville de référence pour le commerce tandis que Prilep est sur la route de Skopje. La ville est également reliée à Kičevo, une petite ville située à une soixantaine de kilomètres au nord-ouest.
La commune est traversée par la rivière Crna et possède un petit lac artificiel, mais elle est globalement pauvre en sources d'eau potable. La ville se trouve sur un flanc du mont Baba. En raison de l'altitude élevée, les chutes de neige sont abondantes en hiver. Elles commencent au début du mois de novembre et s'achèvent à la mi-mars.

### Localités
En plus de la ville de Kruševo, la commune compte dix-huit localités :
- Aldantsi
- Arilevo
- Belouchino
- Birino
- Borino
- Boutchin
- Vrboets
- Gorno Divyatsi
- Dolno Divyatsi
- Yakrenovo
- Milochevo
- Norovo
- Ostriltsi
- Presil
- Pousta Reka
- Sajdevo
- Sveto Mitrani
- Seltsé

## Histoire

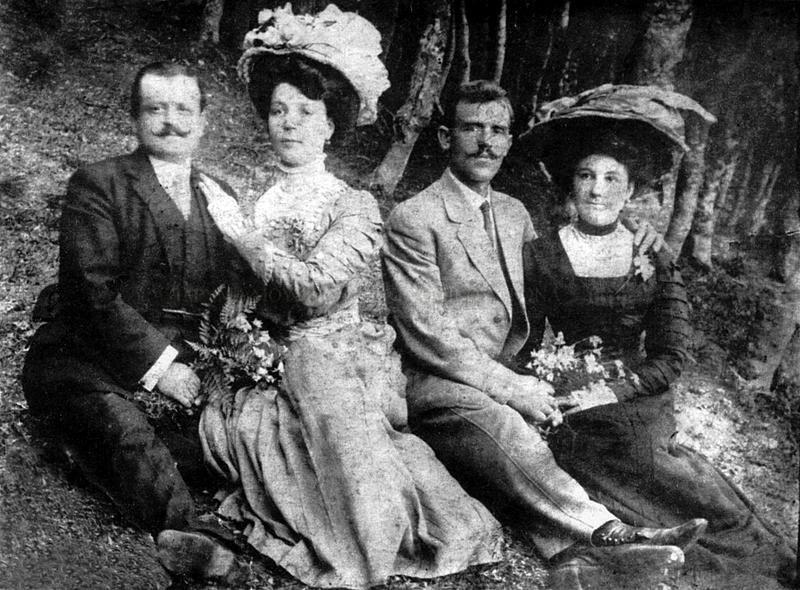
Notables grecs de Kruševo au début du XXe siècle.

Kruševo fut mentionnée pour la première fois au XVe siècle, à l'époque ottomane. C'est alors une petite localité peuplée de Macédoniens, d'Arvanites et de Grecs. En 1769, de nombreux Valaques venus de Moscopole, jusque-là grande ville aroumaine de l'actuelle Albanie, d'où ils furent chassés par les Tsámides musulmans, se réfugièrent à Kruševo où ils formèrent alors une communauté marquante. Kruševo atteint son âge d'or au XIXe siècle et en 1850, elle compte 12 000 habitants et c'est un centre artisanal et commercial.
Pendant l'insurrection d'Ilinden, organisée en 1903 par des Macédoniens cherchant à s'émanciper de la domination ottomane, Kruševo est un foyer important pour les insurgés qui y proclament la république de Kruševo, entité éphémère qui n'exista que dix jours mais qui marqua profondément les Macédoniens puisque ce fut leur premier État.
Depuis les années 2000, Kruševo entreprend une restauration massive de son patrimoine architectural afin de devenir une « ville-musée », ou « ethnoville » (Етно Град), selon le terme balkanique.

## Administration

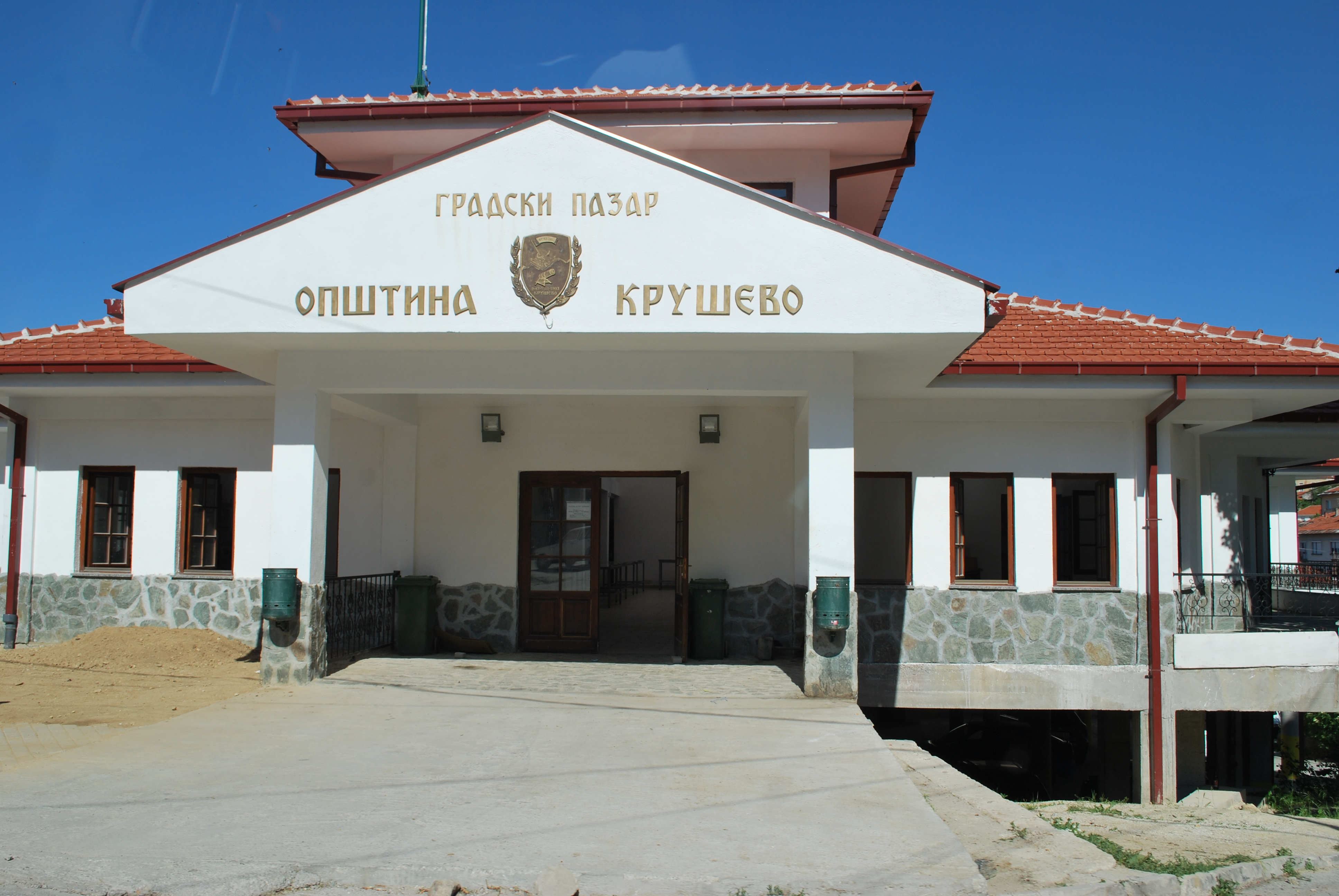
La mairie.

La commune est administrée par un conseil municipal élu au suffrage universel tous les quatre ans. Il adopte les plans d'urbanisme, accorde les permis de construire, planifie le développement économique local, protège l'environnement, prend des initiatives culturelles et supervise l'enseignement primaire. Il compte 11 conseillers municipaux.
Le pouvoir exécutif est détenu par le maire, lui aussi élu au suffrage universel. Depuis 2017, le maire de Kruševo est Tome Hristoski, membre de l'Union sociale-démocrate de Macédoine (SDSM).

## Démographie
Lors du dernier recensement, effectué en 2002, la commune de Kruševo comptait 9 684 habitants et la ville en elle-même, 5 330 habitants.
Selon le recensement de 2002, la composition ethnique de la commune est :
- Macédoniens - 6 081 (62,8 %)
- Albanais - 2 064 (21,3 %)
- Valaques - 1 020 (10,5 %)
- Turcs - 315 (3,3 %)
- Bosniaques - 137 (1,4 %)
- Serbes - 38 (0,4 %)
- Autres - 29 (0,3 %)

## Économie
La commune vit principalement du tourisme culturel et des sports d'hiver. Elle possède plusieurs hôtels totalisant environ 600 lits, des infrastructures sportives (ski, basket-ball, VTT...) et l'offre est en constante augmentation, avec la construction de nouvelles zones destinées à l'accueil des touristes. La commune possède par ailleurs un projet de parc éolien.

## Culture et tourisme
La commune possède une station de sports d'hiver avec 1,2 km de pistes pour le ski alpin, 1,2 km de pistes pour le ski nordique et 4,5 km de pistes pour le biathlon. Ces pistes sont reliées à la ville par deux remontées mécaniques et un téléphérique. La commune a également aménagé des sentiers de randonnée et 6 kilomètres de piste pour VTT et possède un centre sportif comprenant des terrains de football, de handball, de tennis et de volleyball et un gymnase pour le volleyball et le basket-ball. Kruševo est enfin connue pour quelques sports extrêmes, comme le parapente et sa course automobile organisée chaque année.
La ville en elle-même renferme un pittoresque bazar (tcharchiya) où des magasins vendent encore des produits artisanaux. Ce quartier escarpé est dominé par quelques églises, comme celle de la Vierge, construite en 1867, celle de Saint-Nicolas, qui date de 1832 et fut largement reconstruite après l'insurrection d'Ilinden, l'église de la Trinité, construite en 1881, et l'église Saint-Jean, construite en 1904 par la communauté valaque. En dehors de la ville se trouve l'église du Saint-Sauveur (Sveti Spas), construite en 1826, et le monastère de la Transfiguration (Preobrajenyé), situé à 1642 mètres d'altitude. Vandalisé au début du XIXe siècle, il n'a été restauré qu'en 1986.
En surplomb de la vieille ville se trouve le Makedonium, monument atypique construit en 1974 pour commémorer l'insurrection d'Ilinden, également évoquée par d'autres monuments plus petits et par un musée situé dans la vieille ville. Un autre musée présente le travail du peintre local Nikola Martinoski (1903-1973). La tombe de Toše Proeski, jeune chanteur pop natif de la ville et mort en 2007, est devenu un lieu de pèlerinage pour ses fans. Une maison-mémorial servant aussi de musée du chanteur a ouvert ses portes en 2011.

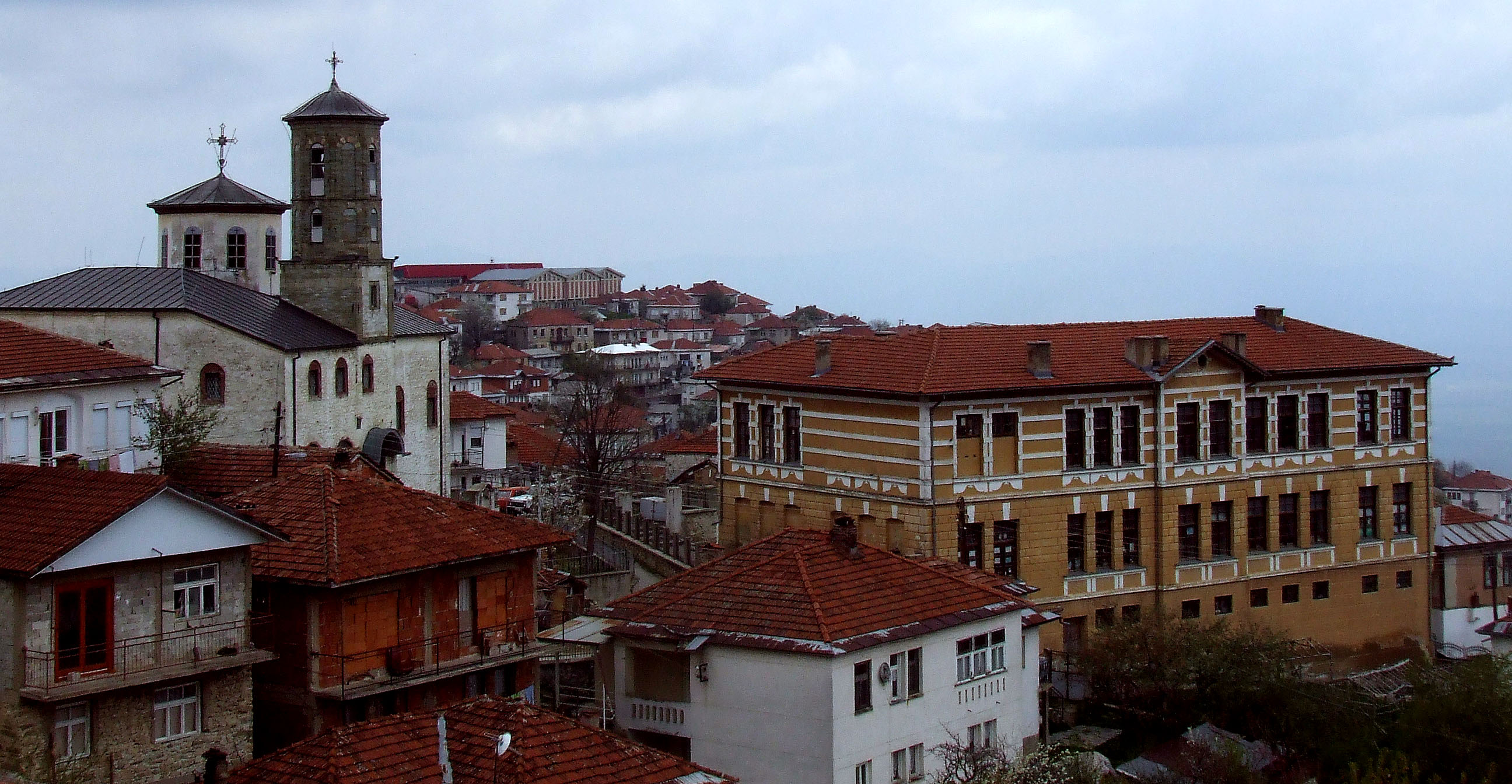
Panorama de la vieille ville.
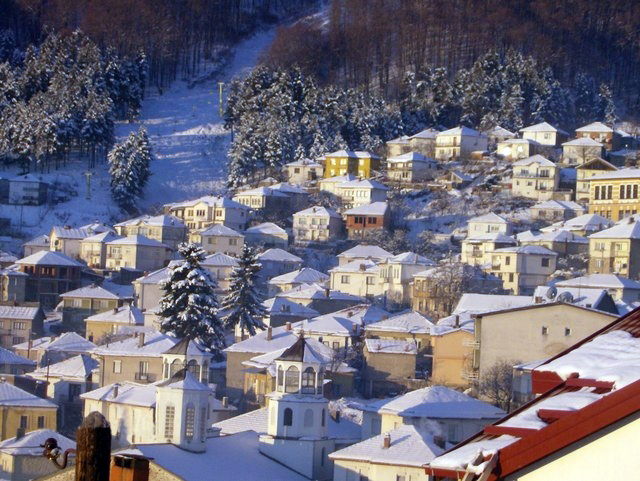
La ville en hiver.
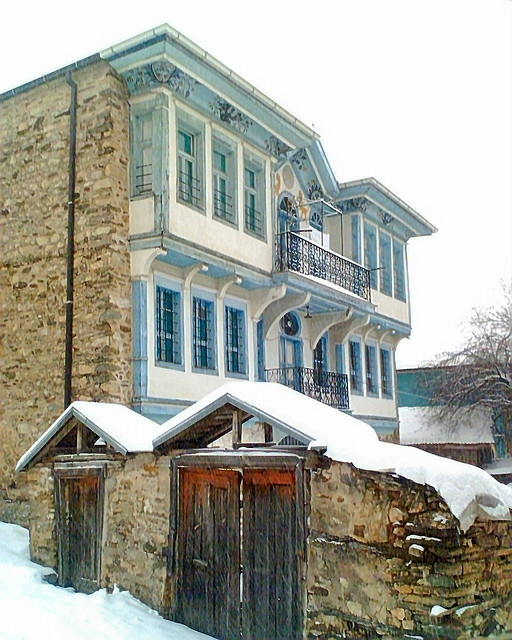
La « Maison bleue », exemple d'architecture traditionnelle.
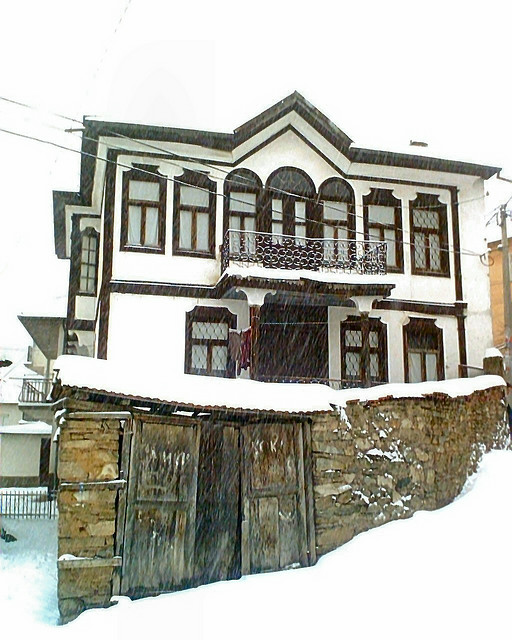
Une maison traditionnelle en hiver.
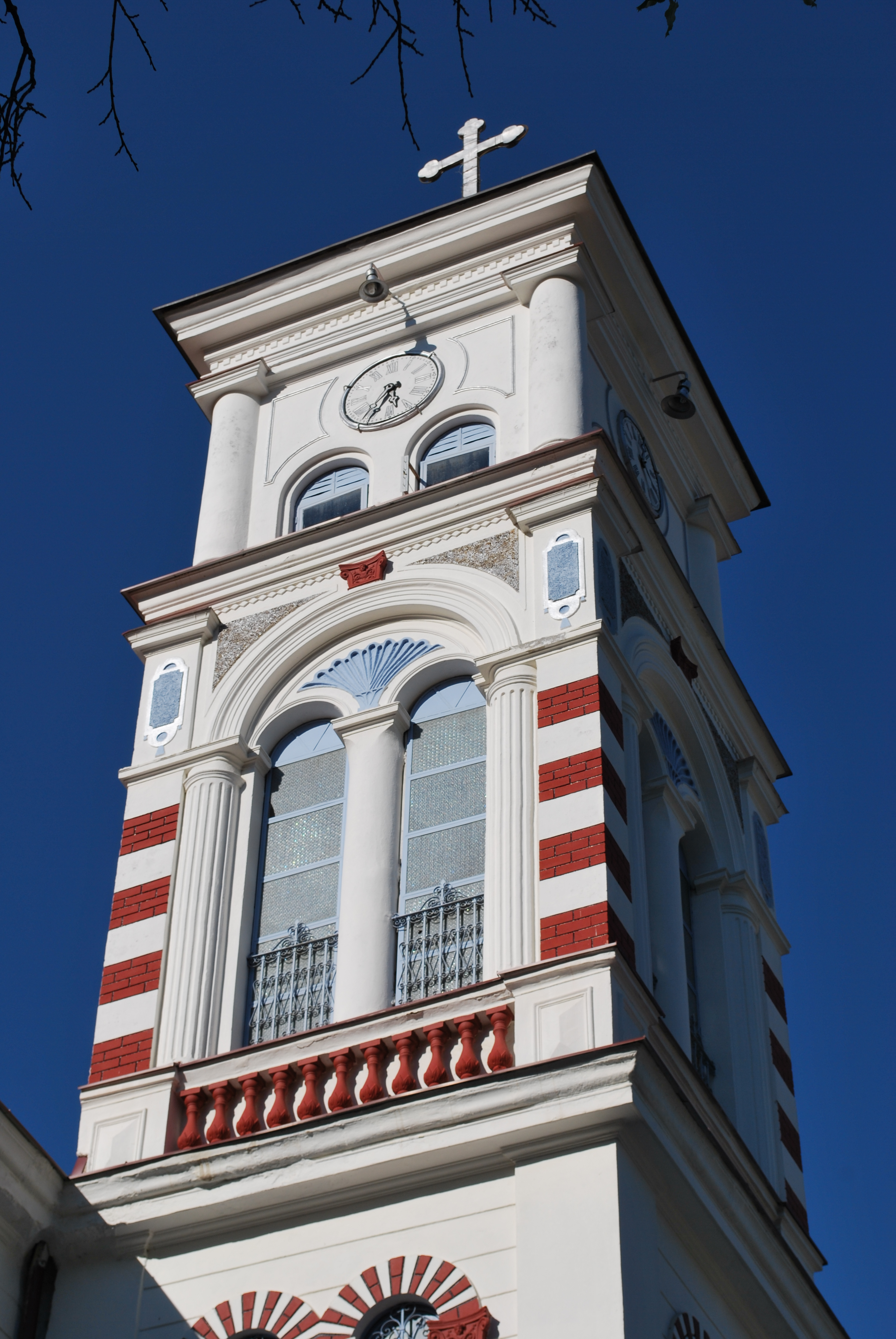
Le clocher de l'église Saint-Nicolas.
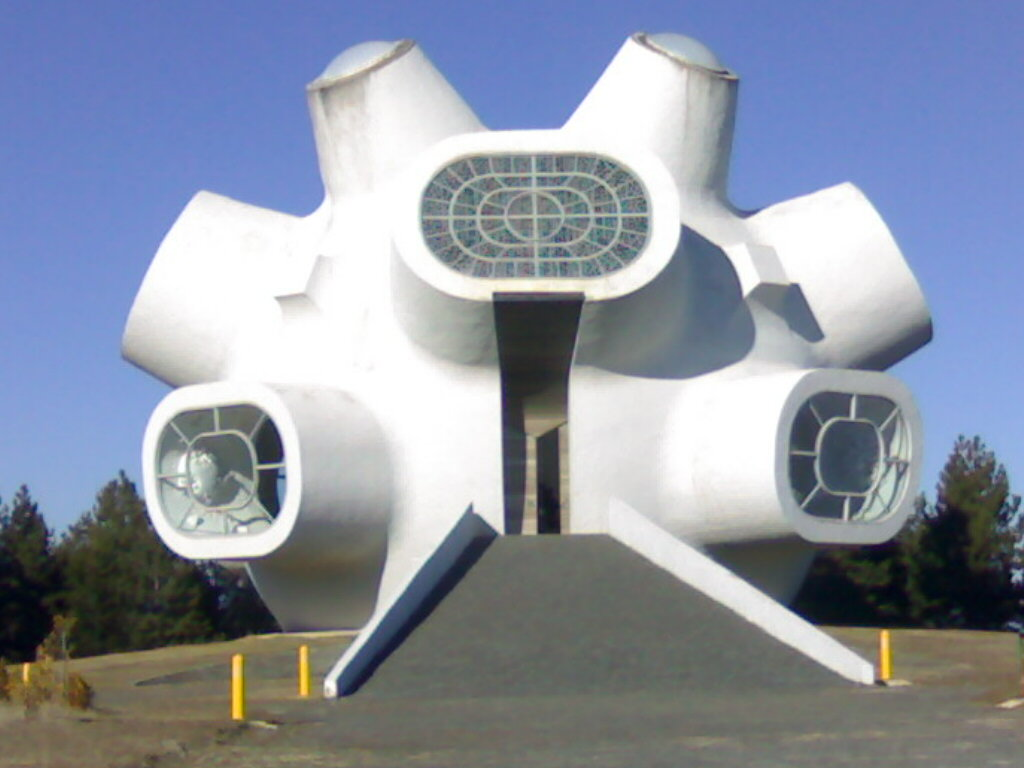
Le Makedonium.
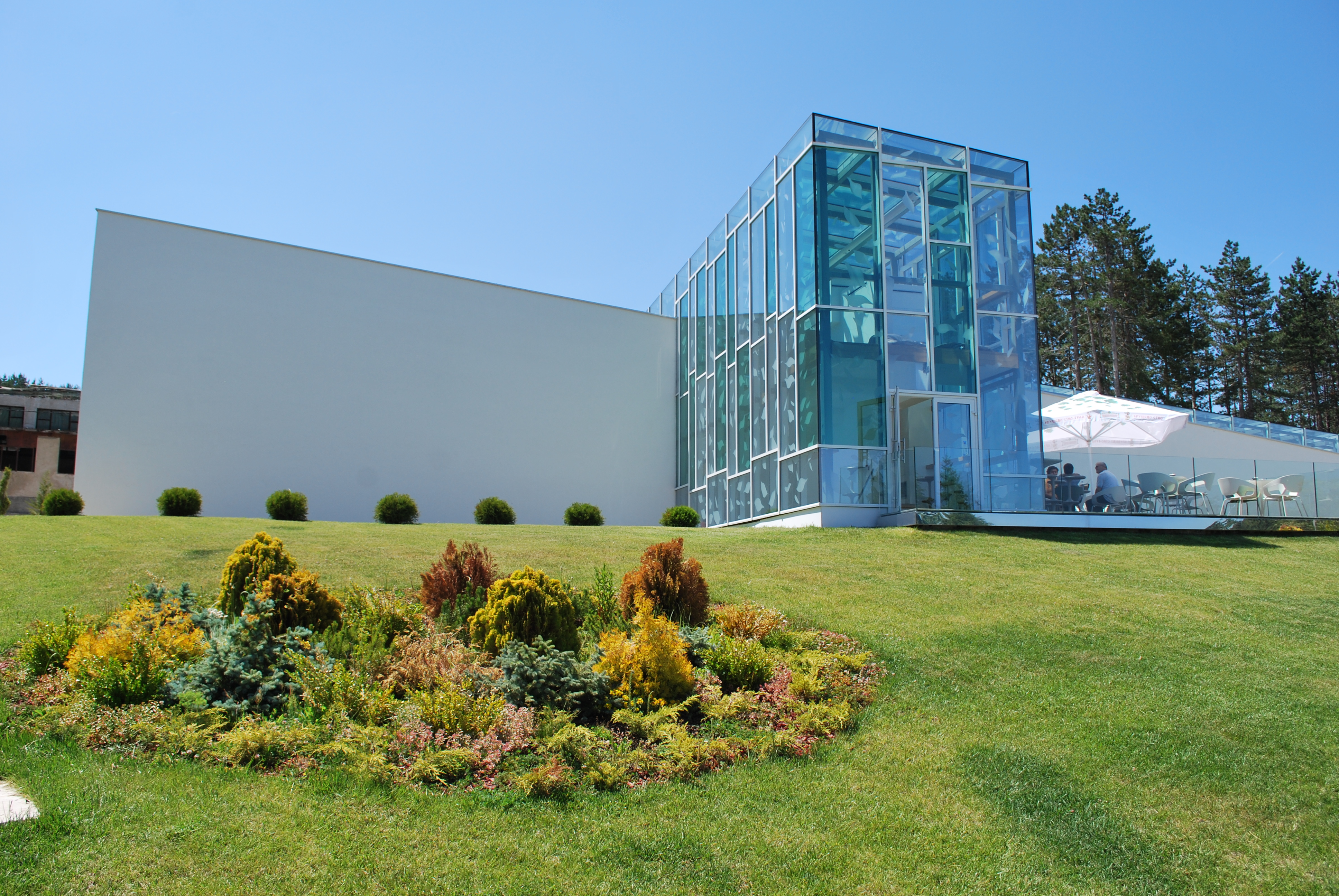
Le mémorial de Toše Proeski.
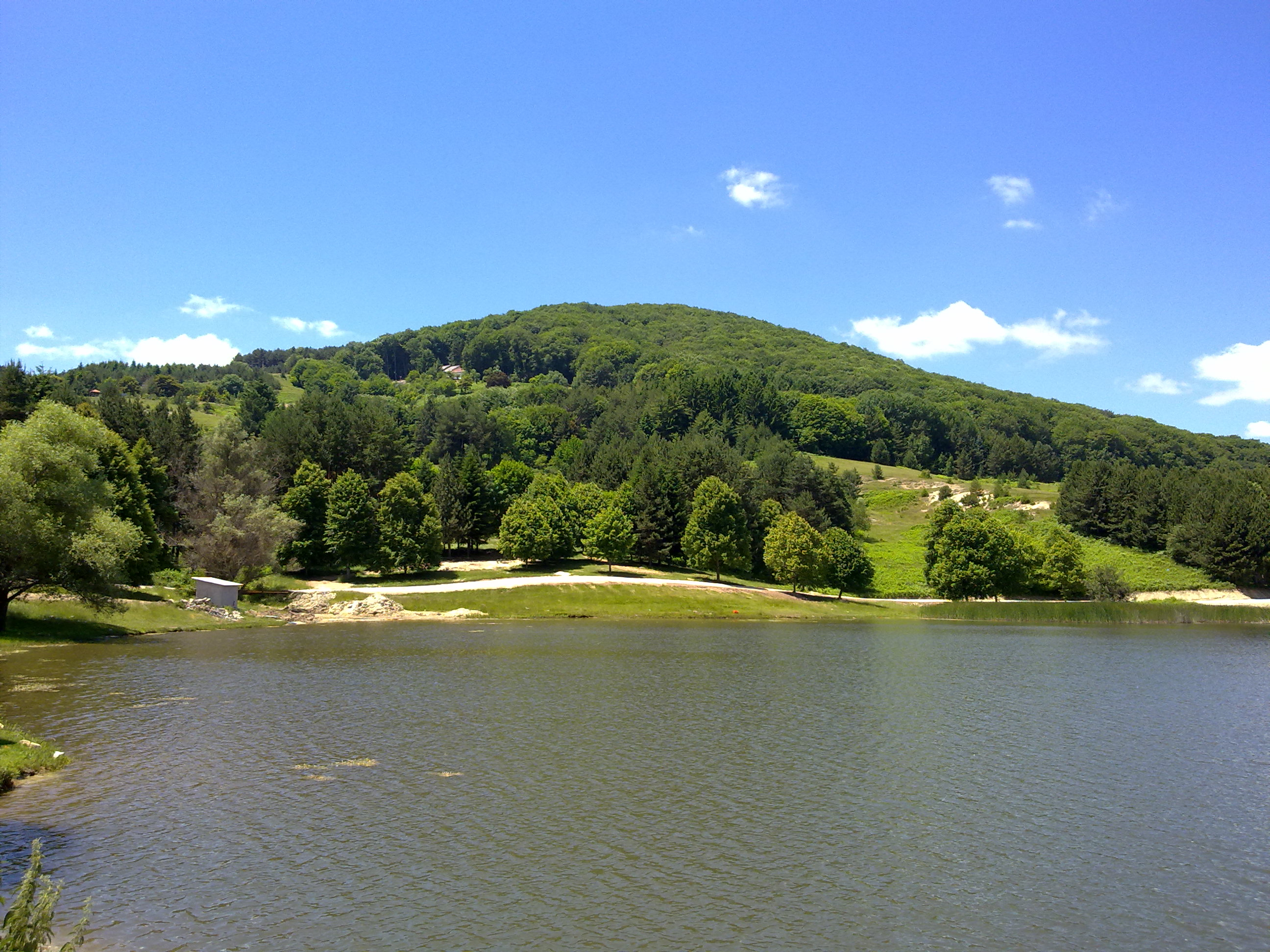
Le lac de Kruševo.

## Personnalités liées à la ville
- Nikola Martinoski, peintre expressionniste.